# Seth Riggs

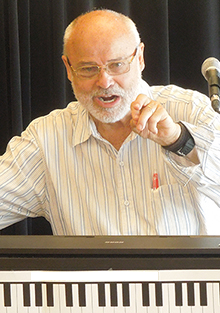
Seth Riggs

Seth Riggs (* 19. September 1930) ist ein US-amerikanischer Stimmbildner und Gründer von Speech Level Singing.

## Leben
Seth Riggs sang bereits im Alter von neun Jahren an der Washington National Cathedral. In der Folge ließ er sich von Top-Ausbildern der amerikanischen Unterhaltungs-Industrie in allen Bereichen der Darstellenden Künste unterrichten. Er verbrachte zehn Jahre am New Yorker Broadway, trat als Gastkünstler an der New York City Opera auf und wurde Mitglied verschiedener amerikanischer Performingverbände, unter anderem der Screen Actors Guild.
Während dieser Zeit begann er auch seine Lehrtätigkeit. Da seine Methode damals als unkonventionell galt und teilweise auf Ablehnung stieß, wurde er aus der nationalen Vereinigung der Gesangslehrer ausgeschlossen und verlor auch seine Stellen an den Colleges. Daraufhin verließ er New York und eröffnete in Los Angeles seine eigene Stimmtechnikschule. Zudem gibt er heute Meisterklassen an Colleges und Universitäten auf dem Gebiet der Stimmbildung in den gesamten Vereinigten Staaten, Kanada und dem Vereinigten Königreich. Darüber hinaus arbeitet er mit Medizinern bei der Behandlung und Vorbeugung von organischen und funktionalen Stimmproblemen im Rahmen der Stimmtherapie zusammen.
Zu seinen Schülern zählten zahlreiche Grammy-Gewinner, 4 Gewinner der Metropolitan Opera und mehrere Tony-Preisträger (Broadway), u. a. Natalie Cole, Whoopi Goldberg, Josh Groban, Janet Jackson, Michael Jackson, Anthony Kiedis, Val Kilmer, Sinéad O’Connor, Barbra Streisand,  Luther Vandross und Stevie Wonder.
Ende der 1990er Jahre gründete Seth Riggs eine internationale Organisation namens Speech Level Singing (SLS) die das Ziel hatte Gesangslehrer auszubilden.
Riggs heiratete 15 Jahre nach dem Tod seiner ersten Frau Kathleen erneut. Seine Frau ist Margareta Svensson welche im schwedischen Fernsehen in einer Reality Show bekannt wurde. Mit Kathleen Riggs hatte Riggs 7 Kinder, mit Margareta Svensson-Riggs hat er eine Tochter. Er wurde mit über 80 Jahren noch einmal Vater.

## Werke
- Singing for the stars. A complete program for training your voice. Alfred Books, Van Nuys CA 1998, ISBN 0-88284-528-4 (Buch + 2 CD-ROM)
- American Idol Singer’s Advantage. In Tune, 2007, ISBN 1-934436-02-X (DVD)